# هاينريش بينكه
هاينريش بينكه (بالألمانية: Heinrich Behnke )‏ (و. 1898 – 1979 م) هو رياضياتي، وأستاذ جامعي ألماني، ولد في هامبورغ، كان عضوًا في الأكاديمية الألمانية للعلوم ليوبولدينا، توفي في مونستر، عن عمر يناهز 81 عاماً.

## التعليم
تعلم في جامعة غوتينغن.

## جوائز
حصل على جوائز منها:
- صليب القائد لنيشان استحقاق جمهورية ألمانيا الاتحادية.